# Pseudoalcippe abyssinica
Pseudoalcippe abyssinica е вид птица от семейство Sylviidae, единствен представител на род Pseudoalcippe.

## Разпространение
Видът е разпространен в Ангола, Бурунди, Екваториална Гвинея, Етиопия, Замбия, Камерун, Демократична република Конго, Кения, Малави, Мозамбик, Нигерия, Руанда, Судан, Танзания, Уганда и Южен Судан.